# Jiříkov
Jiříkov (niem. Georgswalde) − miasto w Czechach, w kraju usteckim. Według danych z 31 grudnia 2003 powierzchnia miasta wynosiła 1 331 ha, a liczba jego mieszkańców 3 926 osób.

## Demografia
| Rok             | 1970  | 1980  | 1991  | 2001  | 2003  |
| --------------- | ----- | ----- | ----- | ----- | ----- |
| Liczba ludności | 3 945 | 3 905 | 3 638 | 3 920 | 3 926 |

Źródło: Czeski Urząd Statystyczny